# Kolos (Adiguèsia)
|  | Per a altres significats, vegeu «Kolos (Krasnodar)». |

Kolos - Колос (rus) - és un khútor de la República d'Adiguèsia, a Rússia. És a 3 km al nord de Ponejukai, a la vora esquerra del riu Aptxas, i a 66 km al nord-oest de Maikop.
Pertany a l'aül de Ponejukai.